# Petra Haltmayr
Petra Haltmayr (Kempten, 16 settembre 1975) è un'ex sciatrice alpina tedesca.

## Biografia

### Stagioni 1994-2001
Sciatrice polivalente nata a Kempten e originaria di Rettenberg, la Haltmayr debuttò in campo internazionale ai Mondiali juniores di Lake Placid 1994; esordì in Coppa Europa il 15 dicembre 1994 a Gressoney-La-Trinité, piazzandosi 20ª in slalom gigante, e in Coppa del Mondo il 30 dicembre successivo a Méribel in slalom speciale, senza classificarsi.
In Coppa Europa ottenne in slalom speciale due podi, entrambi vittorie: il 28 gennaio 1996 a Krieglach e il 14 febbraio 1998 a Missen. Il 5 marzo 2000 a Lenzerheide in discesa libera salì per la prima volta sul podio in Coppa del Mondo, classificandosi al 2º posto, e il 30 novembre successivo conquistò la prima vittoria nel massimo circuito internazionale, nella discesa libera di Lake Louise. In seguito esordì ai Campionati mondiali: a Sankt Anton am Arlberg 2001 fu 24ª nella discesa libera, 11ª nel supergigante, 5ª nella combinata e non completò lo slalom gigante.

### Stagioni 2002-2007
Nella stagione 2001-2002 ottenne la sua seconda e ultima vittoria in Coppa del Mondo, nonché ultimo podio, il 1º dicembre nel supergigante di Lake Louise, e disputò i suoi primi Giochi olimpici invernali: a Salt Lake City 2002 si classificò 23ª nel supergigante e non terminò la discesa libera, lo slalom gigante e la combinata.
Ai Mondiali di Bormio/Santa Caterina Valfurva 2005 si piazzò 18ª nella discesa libera, 24ª nel supergigante e non completò lo slalom gigante, mentre ai successivi Mondiali di Åre 2007, sua ultima presenza iridata, fu 28ª nella discesa libera e 15ª nel supergigante. Si congedò dai Giochi olimpici invernali a Torino 2006, dove si classificò 6ª nella discesa libera e 9ª nel supergigante, e dal Circo bianco in occasione del supergigante di Coppa del Mondo disputato a Lenzerheide il 15 marzo 2007, che non completò.

## Palmarès

### Coppa del Mondo
- Miglior piazzamento in classifica generale: 15ª nel 2002
- 4 podi:
  - 2 vittorie
  - 1 secondo posto
  - 1 terzo posto

#### Coppa del Mondo - vittorie
| Data             | Località    | Paese  | Specialità |
| ---------------- | ----------- | ------ | ---------- |
| 30 novembre 2000 | Lake Louise | Canada | DH         |
| 1º dicembre 2001 | Lake Louise | Canada | SG         |

Legenda:

DH = discesa libera

SG = supergigante

### Coppa Europa
- Miglior piazzamento in classifica generale: 66ª nel 1999
- 2 podi:
  - 2 vittorie

#### Coppa Europa - vittorie
| Data             | Località  | Paese    | Specialità |
| ---------------- | --------- | -------- | ---------- |
| 28 gennaio 1996  | Krieglach | Austria  | SL         |
| 14 febbraio 1998 | Missen    | Germania | SL         |

Legenda:

SL = slalom speciale

### Nor-Am Cup
- Miglior piazzamento in classifica generale: 83ª nel 1999
- 4 podi:
  - 1 vittoria
  - 3 secondi posti

#### Nor-Am Cup - vittorie
| Data             | Località                 | Paese       | Specialità |
| ---------------- | ------------------------ | ----------- | ---------- |
| 29 novembre 1997 | Winter Park/Breckenridge | Stati Uniti | SL         |

Legenda:

SL = slalom speciale

### Campionati tedeschi
- 14 medaglie (dati dalla stagione 1994-1995)[1]:
  - 4 ori (discesa libera, supergigante nel 2000; slalom gigante nel 2002; discesa libera nel 2004)
  - 5 argenti (slalom speciale nel 1999; discesa libera nel 2002; supergigante nel 2003; supergigante nel 2004; discesa libera nel 2005)
  - 5 bronzi (supergigante nel 1998; discesa libera, supergigante nel 1999; slalom gigante nel 2000; slalom gigante nel 2001)